# Лонтра канадська
Лонтра канадська або канадська видра (Lontra canadensis) — вид роду лонтра (Lontra), широко розповсюджений у Канаді та деяких штатах США.

## Поширення

Ареал Лонтри канадської

Колись канадська лонтра («видра») населяла усю Північну Америку, однак на сьогодні у таких штатах, як Індіана, Канзас, Кентуккі, Небраска вона більше не зустрічається.
Лонтра канадська мешкає в річках та озерах Північної Америки. Територія проживання виду — від тундрової зони до Мексиканської затоки. Взимку, шукаючи їжу, ці звірі здійснюють багатокілометрові міграції, шукаючи водоймища, що не затягнуті льодом.

## Особливості біології
По суші вони пересуваються стрибками, узимку ці стрибки чергуються з довгим ковзаючим ходом. Тварина — надзвичайно вправний плавець — цьому сприяє будова її довгого веретеноподібного тіла.
Видри полюють уночі, у малонаселених районах виходять на полювання вранці та надвечір. Основа її раціону — риба, полює на мересницю, форель, сомів, коропів і окунів, ловить жаб, комах і дрібних звірів, зокрема дитинчат бобрів.
Лонтра канадська полює недалеко від поверхні води. Помітивши здобич, вона пірнає і після короткої погоні наздоганяє її, впиваючись гострими зубами. Дрібну рибу лонтра з'їдає, лежачи на спині та притримуючи їжу лапками на грудях, як це роблять калани.
У два роки лонтра канадська стає статевозрілою. Гін у самок починається всередині літа. Вагітність триває від 9,5 до 10 місяців, збільшуючись за рахунок затримки в розвитку ембріона. Незадовго до пологів самка знаходить на березі укриття, що буде придатним для малюків, наприклад нору бобра або дупло. Дитинчата з'являються на світ сліпими та безпорадними, але вкриті шерстю. У виводку може бути від одного до чотирьох малюків. Очі в них розплющуються на 35-й день. У віці десяти тижнів дитинчата виходять з нор. Самець нерідко приєднується до родини, коли дитинчатам виповнюється шість тижнів.

## Цікавинки
- Канадські лонтри, подорожуючи, ковзають по поверхні озер, досягаючи швидкості 30 км/год. Крім того, вони роблять ще й сміливі стрибки.
- Лонтри (як і видри) полюбляють «кататися на санчатах», часто тільки заради задоволення з'їжджаючи на череві зі снігових схилів.
- Від видри канадська лонтра відрізняється будовою черепа і більшими розмірами.
- У пошуках їжі лонтри нерідко долають відстань до 90 км.